# Gabriel Jeantet
Pour les articles homonymes, voir Jeantet.
Gabriel Jeantet, né le 3 avril 1906 à Pomponne (Seine-et-Marne) et mort le 1er décembre 1978 à Villejuif (Val-de-Marne), est un publiciste et militant français d'extrême droite.

## Biographie

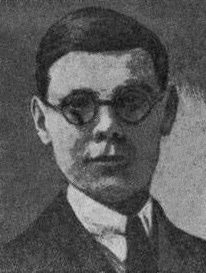
Photographie de Gabriel Jeantet publiée dans le journal Ce soir dans le cadre de l'enquête sur la Cagoule (25 novembre 1937).

Il nait le 3 avril 1906 dans une famille royaliste et nationaliste. Son père, Félix Jeantet est un journaliste, critique d'art et proche de l'Action française et des Camelots du roi. Gabriel Jeantet collabore avec son frère Claude, à L'Étudiant français, journal de la Fédération nationale des étudiants d'Action française. Il devient le délégué général des lycéens et collégiens de cette fédération. En décembre 1928, Jeantet est interné à la prison de la Santé à la suite de son inculpation pour violences et voies de fait commises au ministère de l'Agriculture.
En 1930, il démissionne de l'Action française lors de la grande dissidence et fonde la Fédération des étudiants royalistes avec Félicien Maudet.
Gabriel Jeantet rejoint ensuite la Cagoule, créée en 1936 par Eugène Deloncle. Le rapport Béteille le tient pour l'un des principaux assassins et trafiquants d'arme de l'organisation[réf. nécessaire]. Le complot éventé, il s'enfuit afin d'échapper aux recherches policières,. Il revient en France depuis l'Italie et se présente au bureau de recrutement de Lons le Saunier en septembre 1939. Il est arrêté en novembre et incarcéré. Édouard Daladier intervient en demandant sa libération à son ministre Sarraut, au motif que « Jeantet est en relation avec les services techniques de mon ministère (la défense nationale) et en raison des services rendus ».
En 1940, il revient en France et combat dans la 4e division cuirassé du colonel de Gaulle. Après la défaite, il est chargé de mission au cabinet civil du maréchal Pétain, et il crée et dirige le mensuel France, revue de l’État nouveau, et anime l'Amicale de France, dont il est secrétaire général, une organisation de propagande maréchaliste. Avec Simon Arbellot, il est l’un des « parrains » de François Mitterrand pour l’obtention de la Francisque en 1943,.
Après la dissolution de l'Amicale de France sur décision de l'amiral Darlan, Jeantet qui est anti-allemand rejoint l'organisation 7e Colonne Alsace, à l'origine destinée à l'entraide des Alsaciens déplacés en 1940, et bientôt transformée en mouvement de résistance et de renseignement. Jeantet fournit des fonds, les papiers de circulation pour les voitures.
Il est arrêté en juillet, avec des résistants, membres du Réseau Brutus (dont sa future épouse, Marguerite Delchambre) qui partiront en camp de concentration. Son cas va être dissocié : il n'est pas immatriculé, mais transféré comme personnalité-otage à Bad Godesberg, puis au château d'Eisenberg en Bohême.
Revenu d'Allemagne à la Libération, il est interné à la prison de Fresnes. Il sera jugé en 1948 pour sa participation à la Cagoule et condamné à vingt-cinq ans de dégradation nationale avec la confiscation des bienspuis un peu plus tard à une peine de quatre ans de prison.
Il quitte la scène politique pour diriger la collection « histoire contemporaine » des éditions de la Table ronde jusqu'aux années 1970, où il est aperçu dans une réunion publique d'Ordre nouveau en mai 1970, avant d'intégrer son bureau politique. Lors de la création du Front national par Jean-Marie Le Pen en 1972, il devient membre de son conseil national. Il adhérera ensuite au Parti des forces nouvelles.
Il projette initialement de rédiger des mémoires évocateurs de son passé cagoulard mais l'ouvrage ne voit pas le jour. D'après le journaliste Philippe Bourdrel, Gabriel Jeantet se suicide « dans des conditions particulièrement atroces » le 1er décembre 1978 à Villejuif.
Il est le père du journaliste Pierre Jeantet (né en 1947).

## Publications
- Année 40, essai, La Table Ronde, 1965 (avec Jacques Laurent).
- Pétain contre Hitler, La Table Ronde, 1966.

## Distinctions
- Ordre de la Francisque